# Acmocera compressa
Acmocera compressa là một loài bọ cánh cứng trong họ Cerambycidae.